# علی موسوی گرمارودی
سیدعلی موسوی گرمارودی (زادهٔ ۳۰ فروردین ۱۳۲۰ خورشیدی در قم) شاعر، نویسنده، مترجم، حافظ پژوه، گوینده و مجری برنامه‌های رادیو و تلويزيون است. وی منتخب ششمین همایش چهره های ماندگار در سال ۱۳۸۵ است. او برگزیده دومین دوره جشنواره بین‌المللی شعر فجر در بخش آیینی بود. از آثار وی می توان به صدای سبز، بر آشفتن گیسوی تاک، گوشواره ی عرش و خواب ارغوانی اشاره کرد.

## زندگی‌نامه

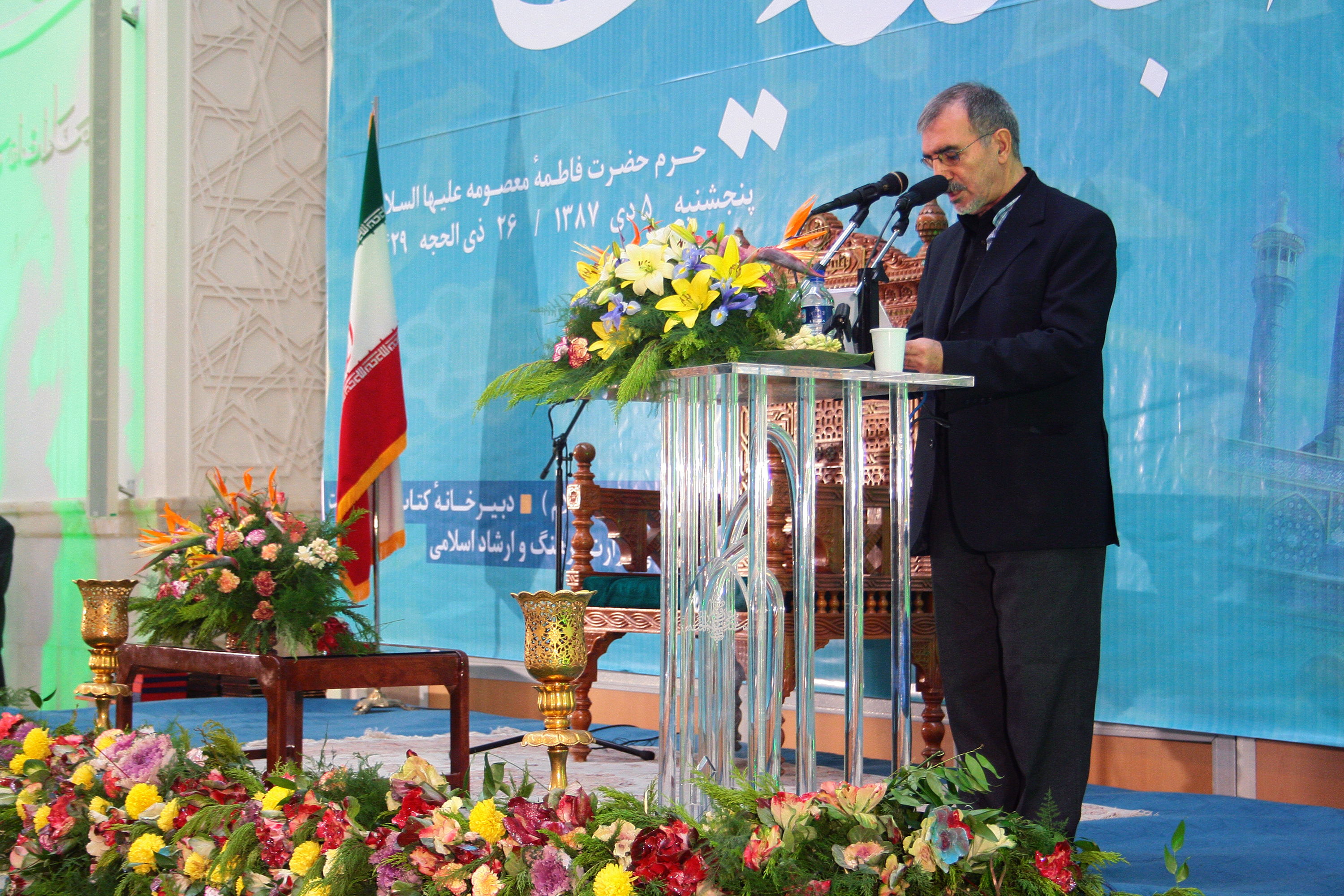
علی موسوی گرمارودی در همایشی در شهر قزوین

علی موسوی گرمارودی در سال ۱۳۲۰ خورشیدی در قم به دنیا آمد. پدرش سید محمدعلی اهل گرمارود سینا الموت قزوین بود.
موسوی گرمارودی ضمن تحصیلات حوزوی، مدرک کارشناسی خود را در رشته علوم قضایی، و کارشناسی ارشد و دکترای خود را در رشته ادبیات فارسی از دانشگاه تهران گرفته‌است. او در عرصه شعر و ادبیات کشور حضور مؤثر داشته‌است، که راه اندازی و مدیریت گلچرخ نمونه‌ای از تلاش‌های اوست.
در سال ۱۳۵۲ به دلیل فعالیت‌های سیاسی علیه حکومت پهلوی دستگیر و در کمیته مشترک ضدخرابکاری زندانی شد و تحت شکنجه قرار گرفت و بعد از ۶ ماه به زندان قصر منتقل شد تا محکومیت ۳ ساله خود را سپری کند. در سال ۱۳۵۶ بعد از افزایش فشارها بر حکومت پهلوی عده‌ای از زندانیان سیاسی از جمله گرمارودی آزاد شدند هرچند که ماه‌ها قبل مدت محکومیت وی تمام شده بود و غیرقانونی در زندان بود.
کارنامه شعری گرمارودی مشتمل بر ۹ کتاب شعر با نام‌های: عبور، در سایه سار نخل ولایت، سرود رگبار، چمن لاله، خط خون، دستچین، باران اخم، گزیده شعر نیستان، تا ناکجاآباد و گزینه شعر به انتخاب بهاءالدین خرمشاهی است. به وی در سال ۱۳۹۳ نشان افتخار جهادگر عرصه فرهنگ و هنر اهدا شد.
علی موسوی گرمارودی کلیه غزل‌های حافظ را به صورت صوتی اجرا کرده است که این اجراها منتشر شده است. گرمارودی اجرای صوتی اشعار حافظ را بر اساس نسخه تصحیح علامه قزوینی و دکتر قاسم غنی انجام داده است.

## مجموعه اشعار
بسیاری از اشعار گرمارودی به صورت دفتر شعر درآمده‌اند. در زیر مجموعه شعرهای وی را می‌بینید.

| نام                         | چاپ نخست | ناشر                                   |
| --------------------------- | -------- | -------------------------------------- |
| سایه بد                     | ۱۳۴۸     | دفتر نشر فرهنگ اسلامی                  |
| در سایه‌سار نخل ولایت        | ۱۳۵۶     | دفتر نشر فرهنگ اسلامی                  |
| سرود رگبار                  | -        | رواق (چاپ دوم)                         |
| در فصل مردن سرخ             | ۱۳۵۸     | انتشارات راه امام                      |
| چمن لاله                    | ۱۳۶۳     | نشر زوار                               |
| خط خون                      | ۱۳۶۳     | نشر زوار                               |
| ما کجا، آن خوب، آن زیبا کجا | ۱۳۷۲     | بنیاد فرهنگی انتشاراتی معارف           |
| تا ناکجا                    | ۱۳۶۳     | انجمن فرهنگی ایتالیا (بخش باستان‌شناسی) |
| باران اخم                   | ۱۳۷۳     | حوزهٔ هنری سازمان تبلیغات اسلامی        |
| دستچین                      | ۱۳۶۸     | دفتر نشر فرهنگ اسلامی                  |
| گزیدهٔ اشعار گرمارودی        | ۱۳۷۵     | انتشارات مروارید                       |

## ترجمه‌ها
- قرآن کریم، انتشارات قدیانی.
- نهج‌البلاغه، انتشارات قدیانی.
- صحیفۀ سجادیه، نشر هرمس.

## منصب‌ها
- سرپرستی انتشارات فرانکلین سابق و مدیرعامل شرکت افست
- مشاور فرهنگی و سخنگوی وزارت پست و تلگراف و تلفن
- مشاور مطبوعاتی و فرهنگی رئیس‌جمهور در دورهٔ ابوالحسن بنی‌صدر
- مسئول ماهنامه ادبی گلچرخ
- مدیریت تالار وحدت
- رایزن فرهنگی ایران در کشور تاجیکستان